# Kibiito
Kibiito – miasto w Ugandzie, w dystrykcie Bunyangabu.